# 라파엘 오로스코, 아이돌
《라파엘 오로스코, 아이돌》(스페인어: Rafael Orozco, el ídolo)는 2012년부터 2013년까지 방영된 콜롬비아의 텔레노벨라이다.